# Kaia Kanepi
Kaia Kanepi (pronunciación: KEYE-ah ka-NEP-I; Tallin, Estonia, 10 de junio de 1985) es una tenista profesional de Estonia.
Kanepi ha ganado 4 títulos del circuito de la WTA en individuales. También ha logrado 8 títulos  de la ITF en individuales y otros 2 en dobles.
Descrita como una "especialista en sorpresas de Grand Slam" por The Guardian, con 19 victorias sobre cabezas de serie en la primera semana de Grand Slams; solo dos jugadoras contemporáneas (Victoria Azarenka y Venus Williams) tienen más. También ha alcanzado siete veces los cuartos de final de Grand Slam y lo ha logrado en los cuatro campeonatos (Abierto de Francia en 2008 y 2012, Wimbledon en 2010 y 2013, el Abierto de Estados Unidos en 2010 y 2017 y el Abierto de Australia 2022), convirtiéndose en la primera estonia en lograrlo.
Fue también la primera estonia en clasificarse entre las 15 mejores del mundo. Los numerosos logros de Kanepi la han convertido en una de las tenistas profesionales más famosas y exitosas de Estonia en la historia, sólo comparable a la ya retirada Anett Kontaveit.

## Títulos WTA (4; 4+0)

### Individual (4)
| Leyenda                                        |
| ---------------------------------------------- |
| Grand Slam (0)                                 |
| Juegos Olímpicos (0)                           |
| WTA Finals (0)                                 |
| Tier I, P. Mandatory & Premier 5, WTA 1000 (0) |
| Tier II, Premier, WTA 500 (2)                  |
| Tier III & IV, International, WTA 250 (2)      |

| N.º | Fecha               | Torneo   | Superficie    | Oponente en la final | Resultado        |
| 1.  | 18 de julio de 2010 | Palermo  | Tierra batida | Flavia Pennetta      | 6-4, 6-3         |
| 2.  | 7 de enero de 2012  | Brisbane | Dura          | Daniela Hantuchová   | 6-2, 6-1         |
| 3.  | 5 de mayo de 2012   | Estoril  | Tierra batida | Carla Suárez         | 3-6, 7-6(6), 6-4 |
| 4.  | 25 de mayo de 2013  | Bruselas | Tierra batida | Shuai Peng           | 6-2, 7-5         |

#### Finalista (6)
| N.º | Fecha                    | Torneo      | Superficie | Oponente en la final | Resultado        |
| 1.  | 5 de noviembre de 2006   | Hasselt     | Dura (i)   | Kim Clijsters        | 3-6, 6-3, 4-6    |
| 2.  | 5 de octubre de 2008     | Tokio       | Dura       | Caroline Wozniacki   | 2-6, 6-3, 1-6    |
| 3.  | 23 de octubre de 2011    | Moscú       | Dura (i)   | Dominika Cibulková   | 6-3, 6-7(1), 5-7 |
| 4.  | 23 de septiembre de 2012 | Seúl        | Dura       | Caroline Wozniacki   | 1-6, 0-6         |
| 5.  | 7 de febrero de 2021     | Melbourne I | Dura       | Elise Mertens        | 4-6, 1-6         |
| 6.  | 7 de agosto de 2022      | Washington  | Dura       | Liudmila Samsónova   | 6-4, 3-6, 3-6    |

### Dobles (0)
| Leyenda                                        |
| ---------------------------------------------- |
| Grand Slam (0)                                 |
| Juegos Olímpicos (0)                           |
| WTA Finals (0)                                 |
| Tier I, P. Mandatory & Premier 5, WTA 1000 (0) |
| Tier II, Premier, WTA 500 (0)                  |
| Tier III & IV, International, WTA 250 (0)      |

#### Finalista (1)
| N.º | Fecha               | Torneo     | Superficie | Compañera       | Oponentes en la final           | Resultado        |
| --- | ------------------- | ---------- | ---------- | --------------- | ------------------------------- | ---------------- |
| 1.  | 15 de abril de 2012 | Copenhague | Dura (i)   | Sofia Arvidsson | Kimiko Date-Krumm Rika Fujiwara | 2-6, 6-4, [5-10] |